# Geladora

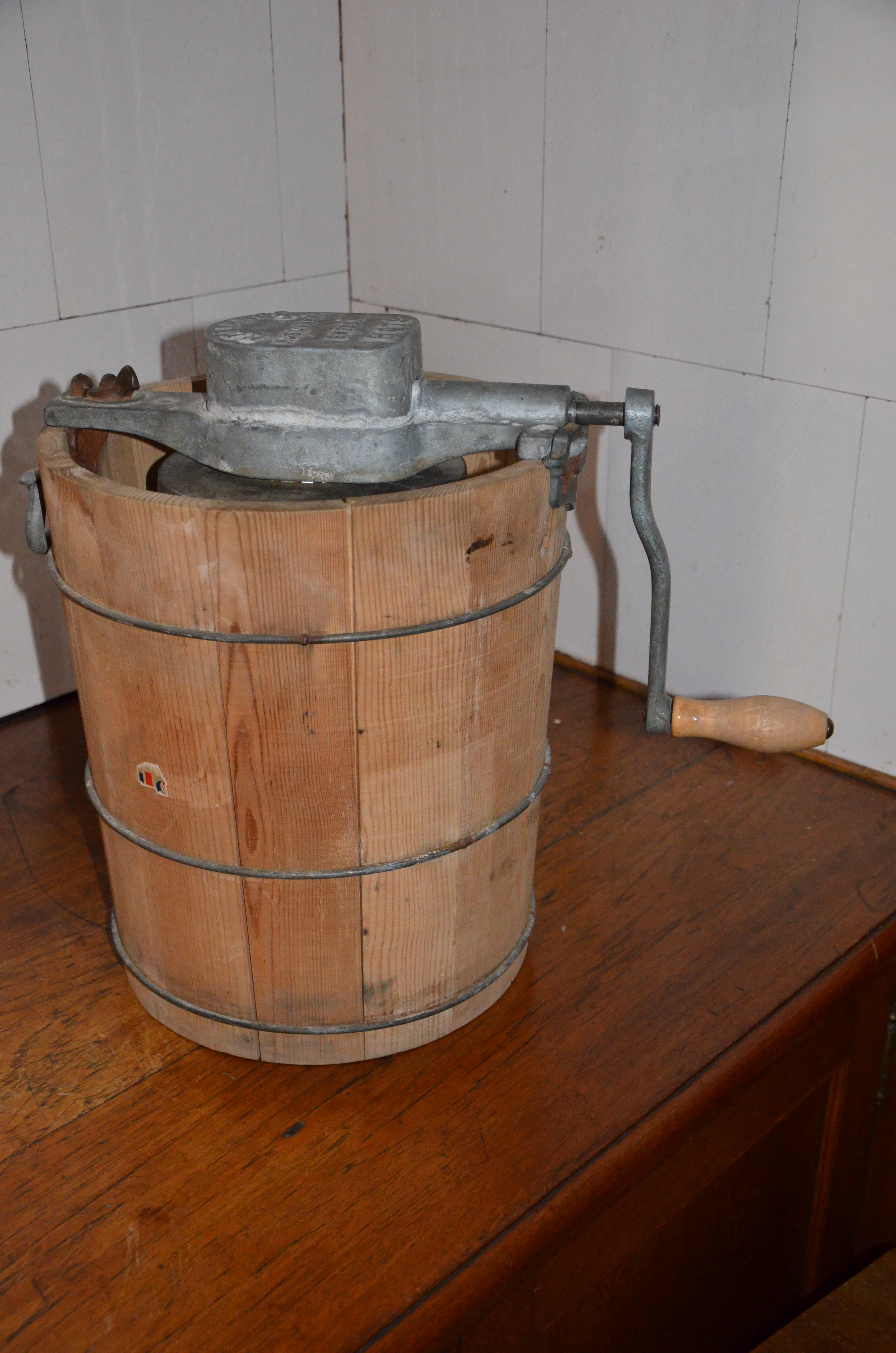
Geladora antiga

Una  geladora  és un aparell que, una monovella o un motor elèctric, s'utilitza per fer gelats. El seu funcionament es basa en agitar la mescla constantment perquè no es formin cristalls de gel i que el producte final tingui una textura cremosa.
Un fabricant de gelats ha de congelar simultàniament la barreja mentre la bateja per airejar la mescla i mantenir els cristalls de gel petits (menys de 50 μm). Com a resultat, la majoria dels gelats estan preparats per a ser consumits immediatament. Tanmateix, els que contenen alcohol sovint s'han de refredar més per aconseguir una consistència ferma.

## Història i funcionament

Patent del model de geladora d'Agnes Marshall.

Si bé durant el XVIII l'interès pel gelat va créixer notablement a l'aristocràcia europea i a final de centúria aquesta moda va travessar l'oceà Atlàntic fins als Estats Units, a principi del XIX l'interès per la gastronomia va fer que aquesta menja passés de servir-se a les classes aristocràtiques a les classes mitjanes. Fins aquell moment, els gelats s'elaboraven manualment en bols que contenien la mescla dins de barrils plens de gel i sal —combinació que feia davallar notablement la temperatura i en facilitava l'elaboració. Amb un rascador s'eliminaven els cristalls de gel.
A la dècada de 1840 l'estatunidenca Nancy Johnson va inventar la primera geladora, basada en dues espàtules unides a un barril cilíndric de gel i sal. Aquestes espàtules amb forats estaven fixades a un eix que es podia girar amb una maneta, la qual cosa facilitava remoure la barreja i raspar els cristalls de gel que es generaven a la paret del cilindre. Aquesta invenció va simplificar notablement la producció d'aquest aliment i en va assegurar una textura molt més uniforme. Més tard, altres inventors van perfeccionar aquesta tecnologia, en especial l'empresària culinària anglesa Agnes Marshall, que va patentar una nova geladora i es va popularitzar per la invenció del gelat de neula i pels seus coneixements i publicacions en aquest àmbit.
Posteriorment, amb la invenció l'any 1927 del congelador continu —obra de Clarence Vogt—, es van obrir les primeres empreses de manufactura de gelat al Regne Unit i a partir de llavors es va industrialitzar el procés i es va aprofundir en la recerca i en la investigació de nous mètodes per a la seva producció. Les màquines actuals són completament elèctriques i realitzen el 90% del treball; tampoc utilitzen gel sinó un component químic. Un cop s'omple el seu cilindre intern amb la mescla i es selecciona la durada, realitzen l'agitació per si mateixes i finalitzen el procés fins al producte definitiu.

## Geladores domèstiques

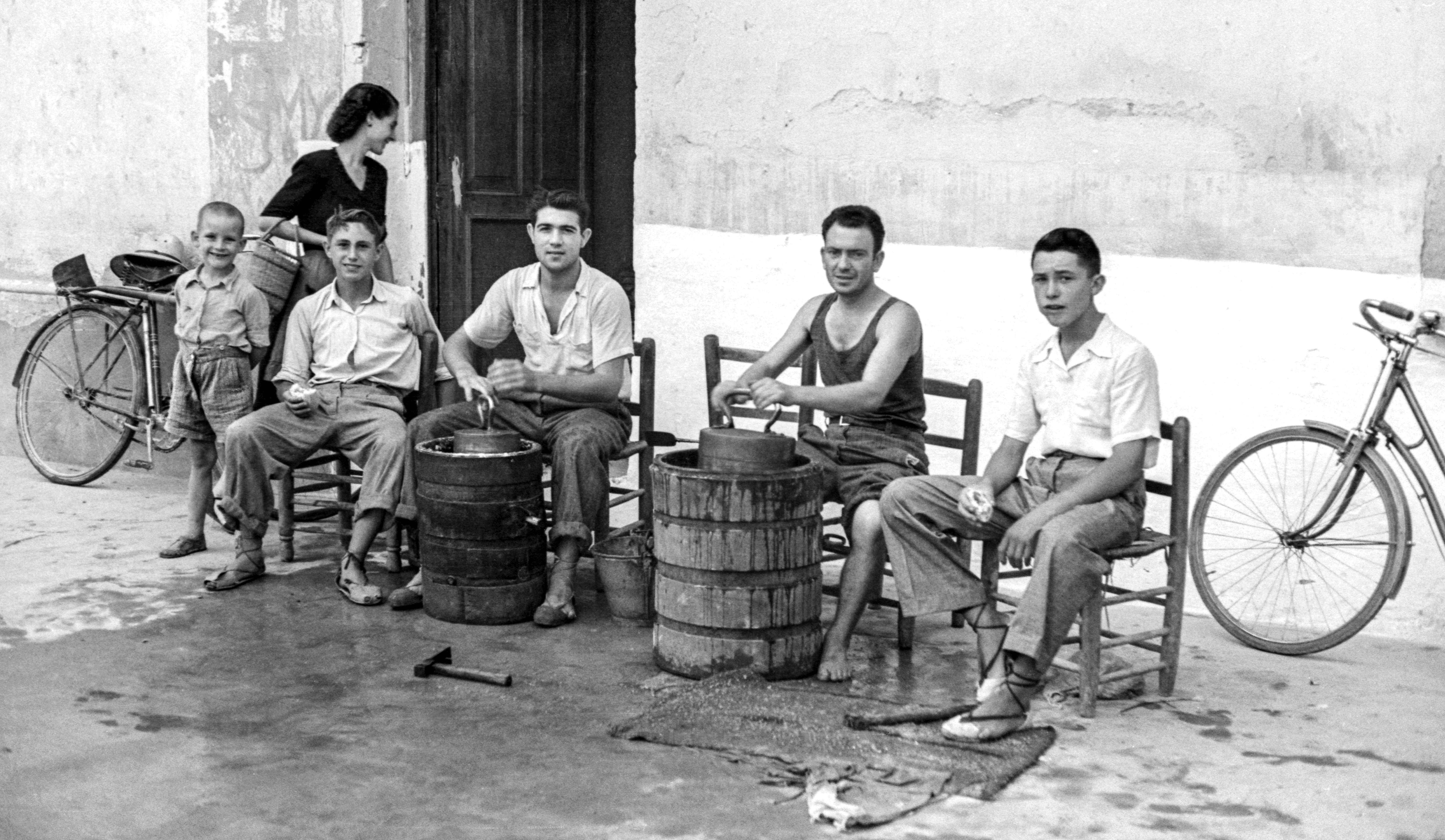
Fent gelats (Alginet, 1949)

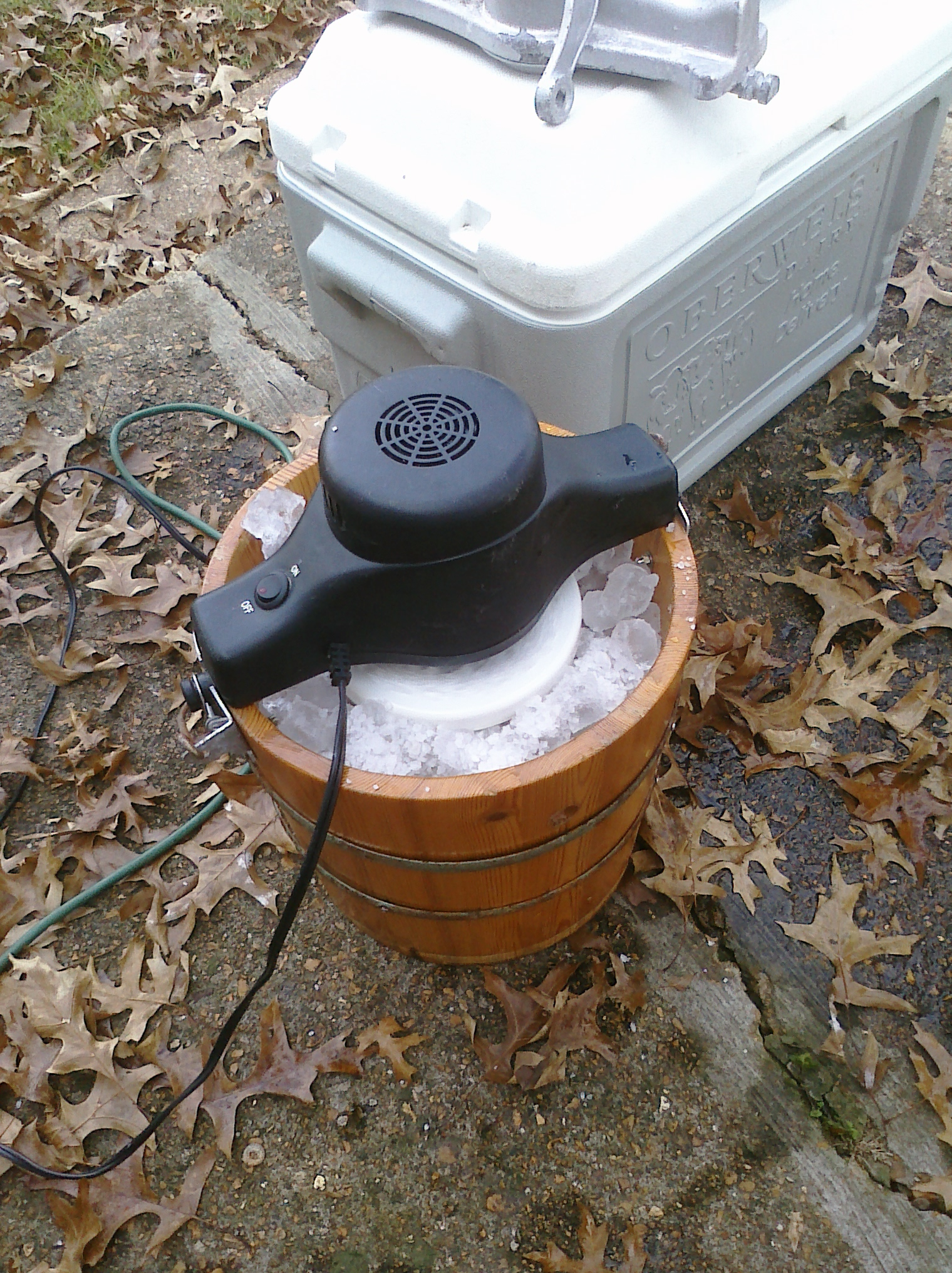
Geladora d'accionament elèctric

### Geladores antigues
Nancy Johnson va patentar el primer model de manovella manual el 1843. William Young va produir la màquina com a "Johnson Patent Ice-Cream Freezer" el 1848. Les geladores antigues consistien en un cubell de fusta, en el qual (en posició vertical) es col·locava un cilindre metàl·lic buit amb tapa, de diàmetre menor que el cub, que quedava fix al centre. Dins del cilindre hi havia un eix amb unes paletes laterals. A la part superior, el cub tenia un mecanisme que fixava el cilindre buit (contenidor del producte a gelar) en posició vertical, i que mitjançant uns engranatges cònics (semblants al pinyó d'atac i la corona del grup hipoide del diferencial d'un cotxe) permetia girar tant el recipient metàl·lic com les paletes interiors dins del cilindre a diferent velocitat, mitjançant una manivela lateral (la importància d'aquestes paletes és que els diversos components del gelat no se separin durant el procés i no es produeixin vidres de gel).
Dins del cilindre s'hi posava la barreja que anava a gelar-se, es posaven les paletes, es tancava el cilindre i s'envoltava de gel picat amb sal (la sal baixa el punt de fusió del gel). Després es feia donar voltes a la manivela i al cap d'una estona (una estona força llarga), el gelat estava fet. La barreja de gel i sal de les màquines de manovella s'ha de reposar per fer un nou lot de gelats. Normalment, s'utilitza sal gema. La sal fa que el gel es fongui i redueix la temperatura en el procés, a causa de la depressió del punt de congelació. La temperatura a la qual es congela l'aigua salada és inferior a la temperatura a la qual es congela l'aigua dolça. L'aigua salada no es congela i temperatures per sota de zero a causa del contingut de sal. La temperatura inferior a la congelació ajuda a congelar lentament la barreja comestible, fent el gelat. Algunes unitats manuals petites inclouen un bol amb parets buides plenes de refrigerant. Aquests tenen un volum d'aproximadament una pinta (500 ml). La paleta sovint està integrada en una part superior de plàstic. La barreja s'aboca al bol congelat i es posa al congelador. Les pales es giren a mà cada deu minuts aproximadament durant unes hores fins a aconseguir la consistència i el sabor desitjats.

### Geladores modernes

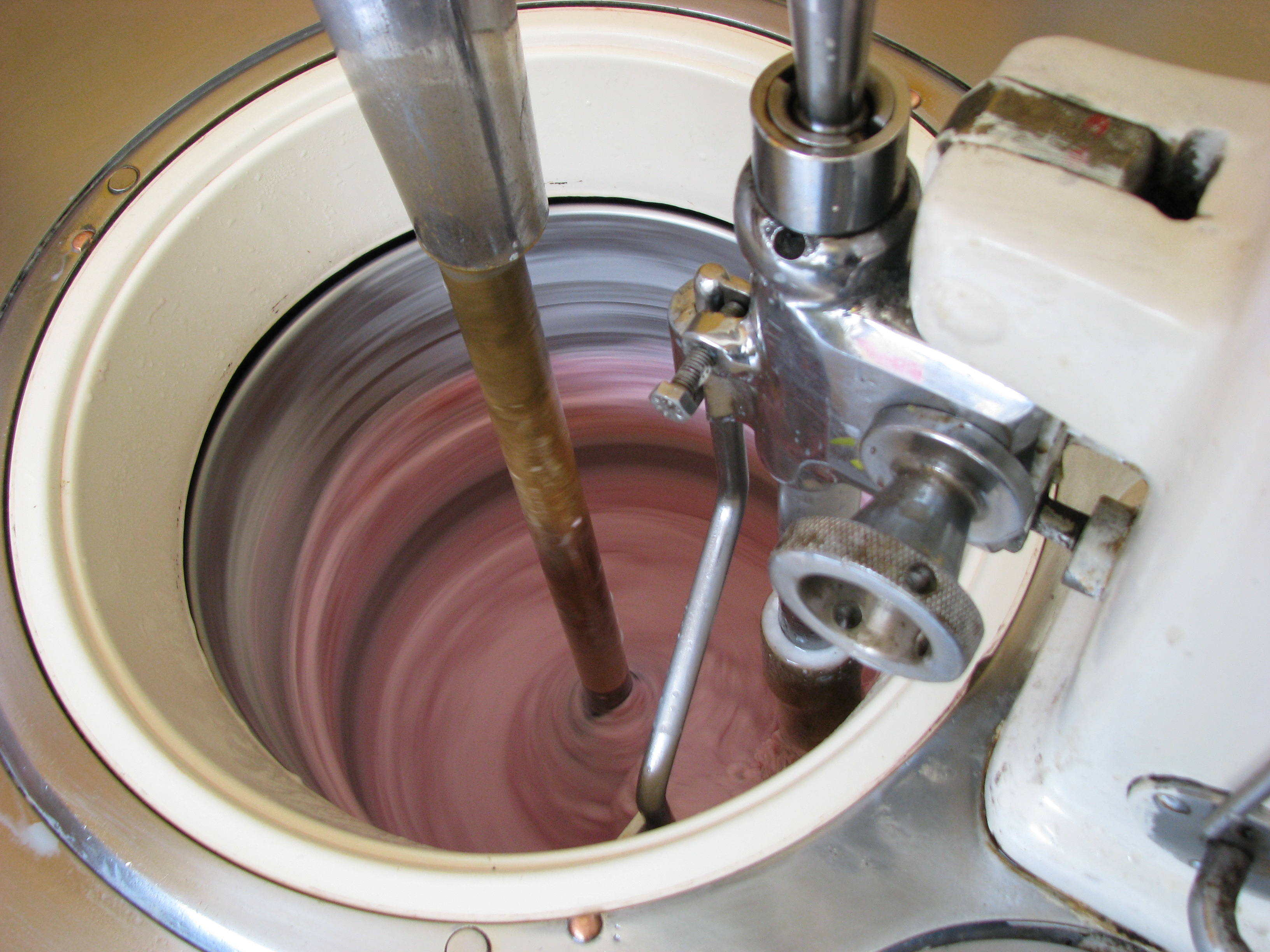
Geladora remenant una mescla de gelat de maduixa.

Les geladores modernes tenen un motor elèctric que mou les paletes. El fred s'aconsegueix posant-lo al refrigerador, en el compartiment del gel, però no funciona massa bé al congelador quan té més d'una estrella. Quan la barreja adquireix prou consistència, les paletes s' aixequen i continuen girant sense resistència fins que es treu.
Hi ha geladores elèctriques que també utilitzen una tina exterior plena de gel i sal per refredar-se mitjançant la depressió del punt de congelació. Un recipient interior conté la barreja de gelat i el conjunt de la batuda i el rascador. Un motor elèctric d'alta velocitat, engranat a aproximadament 75 rpm, acciona un mecanisme que simultàniament fa girar el recipient, gira en contra del rascador i manté les pales estacionàries. Quan el recipient gira, la barreja de gelat es congela contra la paret interior del recipient. El rascador contra-rotatiu elimina constantment el producte congelat de la paret del recipient i el torna a la barreja. El moviment de gir continuat del recipient contra les pales estacionàries de la batuda fa que la mescla es faci cada cop més espessa. El temps suficient, el gel i la sal produeixen un gelat suau "embalat".

## Geladores industrials

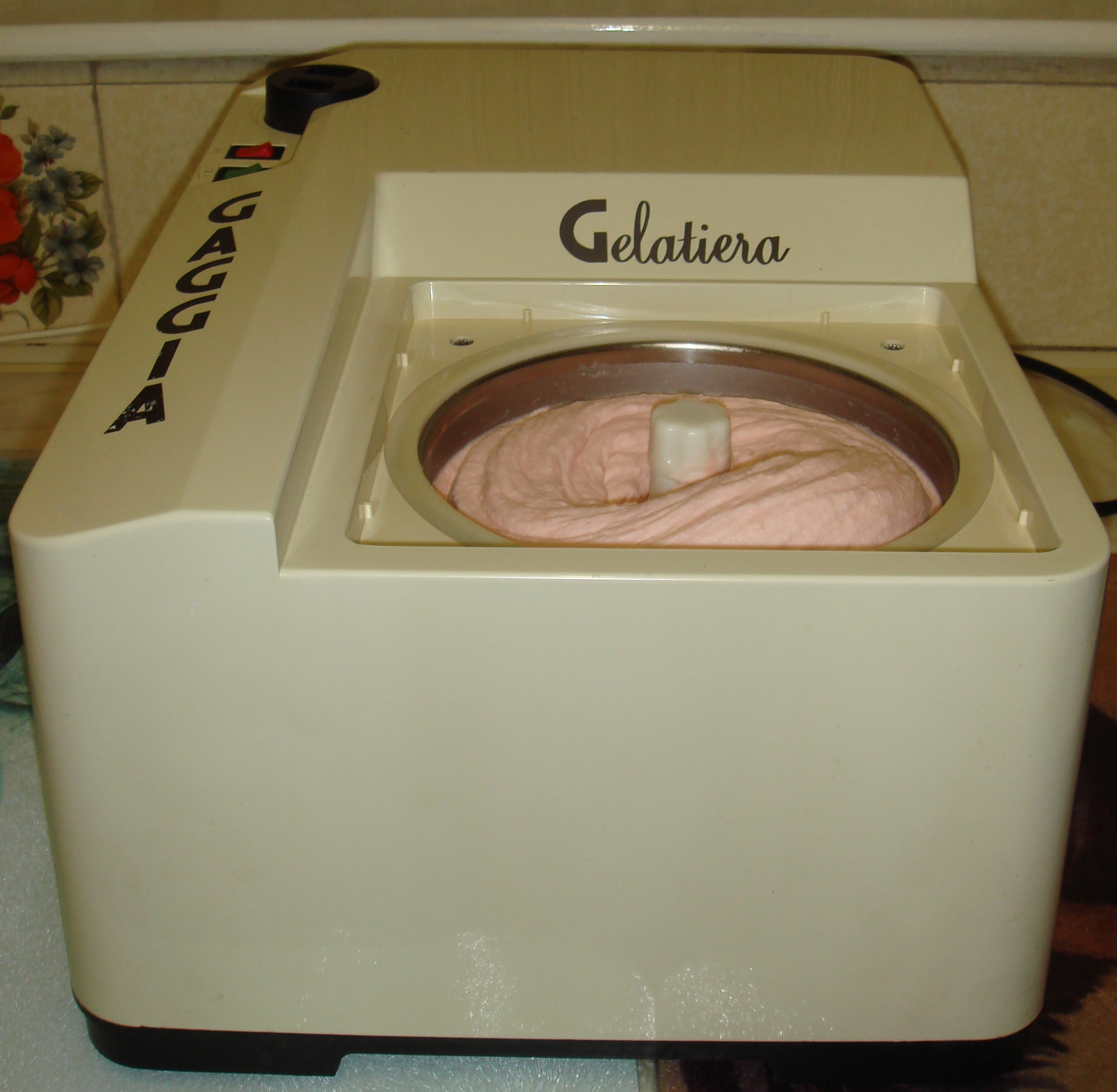
Una màquina de gelat de sobretaula o geladora italiana amb el seu propi sistema de congelació integrat.

Les màquines més cares i, generalment, més grans, tenen un mecanisme de congelació integrat i no requereixen que un bol es refredi prèviament. Uns minuts després d'iniciar el sistema de refrigeració, es pot abocar la barreja i començar la paleta. Igual que amb les màquines de bol de refrigerant, el gelat està llest en vint o trenta minuts, depenent de la quantitat i la recepta. Aquestes màquines es poden utilitzar immediatament sense preparació, i fan qualsevol nombre de lots de gelat sense demora entre lots. Algunes d'aquestes màquines no es poden moure sense esperar dotze hores abans del seu ús, ja que moure la unitat altera el refrigerant del sistema de congelació. Aquestes màquines normalment es mantenen permanentment en una posició preparada per al seu ús, cosa que les fa poc pràctiques en cuines més petites.
Les antigues geladores de les gelateries consistien en un recipient metàl·lic gran, de forma semblant a la d'un barril (més ample pel centre) que girava verticalment mitjançant un motor, i estava refredat per un sistema frigorífic de compressió. La barreja es posava a l'interior i un operari, amb un culler de fusta i mànec llarg anava removent la massa fins que prenia la consistència desitjada. El moviment es feia portant la cullera per la paret i pujant i baixant, ja que la cubeta ja tenia moviment giratori.